# Clasamentul pe medalii la Jocurile Olimpice de vară din 1896

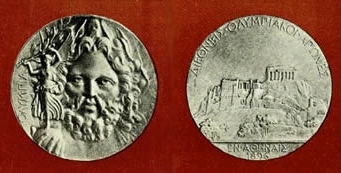
O medalie de argint a fost acordată câștigătorului fiecărei probe la Jocurile Olimpice de vară din 1896 de la Atena, Grecia.

Clasamentul pe medalii la Jocurile Olimpice de vară din 1896 este o listă a Comitetelor Olimpice Naționale aranjate după numărul de medalii obținute în timpul Olimpiadei de vară din 1896—primele Jocuri Olimpice din epoca modernă—desfășurată la Atena, Grecia, în perioada 6-15 aprilie 1896. Un total de 241 de sportivi din 14 națiuni au participat în 43 de probe sportive în cadrul a nouă sporturi.
Zece din cele paisprezece națiuni participante au obținut medalii, pe lângă cele trei medalii obținute de echipele mixte (echipe formate din sportivi din mai multe națiuni). Statele Unite au obținut cele mai multe medalii de aur (11), în timp ce țara gazdă, Grecia, a obținut cel mai mare număr de medalii în total (46) precum și cele mai multe medalii de argint (17) și bronz (19), având cu o medalie de aur mai puțin decât Statele Unite.

În Jocurile Olimpice timpurii, câteva probe sportive pe echipe au fost contestate de sportivi din mai multe țări. Retroactiv, CIO a creat noțiunea de „echipă mixtă” (cu codul de țară ZZX) pentru a face referire la acei sportivi. Unii sportivi au obținut medalii atât individual cât și făcând parte a unei echipe mixte. Acele medalii sunt tabulate sub diferite națiuni la numărătorile oficiale. Dionysios Kasdaglis, un sportiv cu origini elene, trăind în Alexandria, Egipt, a fost listat de CIO ca făcând parte din delegația greacă în competiția de tenis simplu dar Kasdaglis și partenerul său de dublu, sunt trecuți ca echipă mixtă.
În timpul acestor Jocuri inaugurale, câștigătorilor li s-a acordat o medalie de argint și o ramură de măslin, în timp ce sportivii de pe locul doi au primit o medalie din cupru și o ramură de laur. CIO a acordat retroactiv medalii de aur, argint și bronz sportivilor clasați pe primele trei locuri, pentru a fi în concordanță cu tradițiile mai recente. Trei rezultate de egalitate au rezultat în medalii împărțite între diferiți sportivi, numărul de medalii al unor națiuni crescând. Aceste egalități sunt: între Francis Lane (Statele Unite ale Americii) și Alajos Szokolyi (Ungaria), pe al treilea loc în proba de 100 metri; între Evangelos Damaskos și Ioannis Theodoropoulos (Grecia) la săritura cu prăjina; și între Konstantinos Paspatis (Grecia) și Momcsilló Tapavicza (Ungaria) la tenis simplu. În plus, unele medalii de bronz nu s-au acordat la probele în care nu a fost niciun sportiv pe locul trei.

## Clasamentul pe medalii

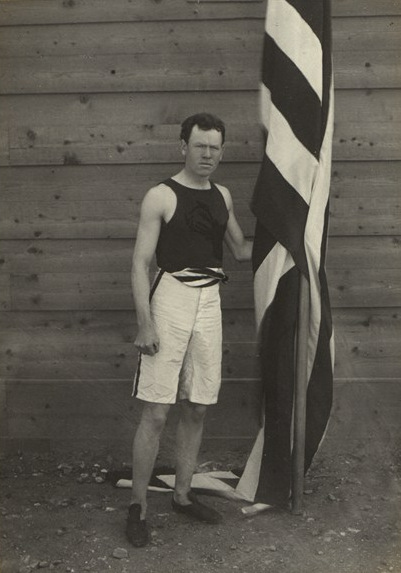
James Connolly (Statele Unite) a câștigat proba de triplu salt la Jocurile Olimpice de vară din 1896.

Acesta este tabelul complet al numărului de medalii de la Jocurile Olimpice de vară din 1896, bazat pe datele oferite de Comitetul Internațional Olimpic (CIO).[a] Ordonarea se face în funcție de numărul de medalii de aur. Apoi se ia în considerare numărul de medalii de argint și apoi numărul de medalii de bronz. Dacă după ordonarea anterior enunțată, țările se află tot la egalitate, li se acordă un loc egal și sunt ordonate alfabetic. Informațiile sunt oferite de CIO, deși CIO nu recunoaște sau susține niciun sistem de ordonare.
Pentru a sorta acest tabel după o anumită coloană, apăsați pe iconița  de lângă titlul coloanei.
Legendă
      Țara gazdă
| Loc            | Țară                             | Aur | Argint | Bronz | Total |
| -------------- | -------------------------------- | --- | ------ | ----- | ----- |
| 1              | Statele Unite ale Americii (USA) | 11  | 7      | 2     | 20    |
| 2              | Grecia (GRE)                     | 10  | 17     | 19    | 46    |
| 3              | Germania (GER)                   | 6   | 5      | 2     | 13    |
| 4              | Franța (FRA)                     | 5   | 4      | 2     | 11    |
| 5              | Marea Britanie (GBR)             | 2   | 3      | 2     | 7     |
| 6              | Ungaria (HUN)                    | 2   | 1      | 3     | 6     |
| 7              | Austria (AUT)                    | 2   | 1      | 2     | 5     |
| 8              | Australia (AUS)                  | 2   | 0      | 0     | 2     |
| 9              | Danemarca (DEN)                  | 1   | 2      | 3     | 6     |
| 10             | Elveția (SUI)                    | 1   | 2      | 0     | 3     |
| 11             | Echipa mixtă (ZZX)               | 1   | 1      | 1     | 3     |
| Total (11 CON) | Total (11 CON)                   | 43  | 43     | 36    | 122   |